# Alighiero Noschese
Alighiero Noschese (Napoli, 25 novembre 1932 – Roma, 3 dicembre 1979) è stato un imitatore, attore, comico e showman italiano, considerato il più prolifico e popolare imitatore della storia della televisione italiana.

## Biografia

### Le origini e la giovinezza
Alighiero Noschese era figlio di un funzionario delle Dogane del Tirreno, Alberto Noschese, e di una professoressa, Camilla Franceschelli.
Aveva antenati polacchi e una nonna tedesca. Legato saldamente a San Giorgio a Cremano, comune alle porte di Napoli e luogo d'origine dei suoi genitori, Noschese nacque però in via Palizzi al Vomero, quartiere borghese della città, distinguendosi sin da bambino per l'abilità nell'imitare i versi degli animali e la voce del padrone di casa.
Sempre a Napoli trascorse il resto della sua adolescenza, frequentando l'Istituto Pontano e compiendovi gli studi classici; quindi, destinato dal padre alla professione di avvocato, si iscrisse alla facoltà di giurisprudenza, ove fu allievo, tra gli altri, di Giovanni Leone, il quale, avendo appreso che quel giovane studente eseguiva magistralmente la sua imitazione, gli chiese di ascoltarla. Dalla sua vita universitaria affiorò un aneddoto: si narra infatti che Noschese, giovanissimo, avesse sostenuto due esami orali (filosofia del diritto e diritto ecclesiastico) parlando con la voce di Amedeo Nazzari al primo esame e con quella di Totò al secondo. L'iniziativa goliardica sarebbe filata liscia senza destare alcun sospetto.

### La carriera e il successo

Noschese e Tony Dallara nel 1962

Avendo idee politiche di sinistra, divenne segretario della federazione giovanile comunista di Napoli. In seguito si distaccò dalle idee comuniste avvicinandosi al Partito Socialista Democratico Italiano. Dopo aver tentato senza fortuna la carriera di giornalista di cronache mondane a Paese Sera, venne assunto come praticante nel giornale radio della Rai, allora diretto da Vittorio Veltroni. Dai primi anni cinquanta ai sessanta era già presente in commedie e fantasie radiofoniche, all'interno della Compagnia di Prosa di Roma della Rai, alternando l'attività specifica di attore a quella di imitatore. Garinei e Giovannini gli affidarono la trasmissione radiofonica "Caccia al tesoro" e, a partire dal 1953, salì sui palcoscenici di mezza Italia con la compagnia Billi e Riva, lavorando con Diana Dei, attrice e compagna di vita di Mario Riva. Negli anni successivi recitò in teatro nella compagnia degli attori Tino Scotti e Nuto Navarrini, alternando i successi teatrali a quelli radiofonici.
Figurò nel cast del primo sceneggiato televisivo trasmesso nel 1954, Il dottor Antonio, e comparve successivamente come ospite in diverse trasmissioni. A metà degli anni sessanta fu protagonista in teatro di due spettacoli di successo: Scanzonatissimo, di Dino Verde, e La voce dei padroni, di Castaldo e Faele con la regia di Garinei e Giovannini. In questi due spettacoli sperimentò per la prima volta l'imitazione di personaggi politici ma, paradossalmente, sembrò non destare irritazione o malcontento tra i politici imitati. Anzi, questi sembravano rallegrarsi per l'effetto di maggior visibilità che si andava creando loro grazie a Noschese. Il 31 dicembre 1968 presentò il programma di fine anno Ciao, '68!
La consacrazione a personaggio di primo piano dello spettacolo avvenne tuttavia nel 1969, grazie alla partecipazione al varietà televisivo del sabato sera Doppia coppia: in quella occasione Alighiero Noschese riuscì a ottenere l'autorizzazione a imitare in televisione i personaggi politici, cosa fino ad allora proibita. Determinante sembra sia stato il consenso del futuro Presidente della Repubblica Giovanni Leone, che, come già detto, era stato suo docente alla facoltà di giurisprudenza dell'Università di Napoli e che incoraggiò Noschese a proseguire in questo senso.
Da quel momento, a detta dello stesso Noschese, pare che molti personaggi del campo dello spettacolo e della politica gli abbiano espressamente chiesto di essere imitati, sia per acquisire maggior visibilità sia per non essere considerati come personaggi di secondo piano: paradossalmente essere imitati da Noschese diventava sinonimo di massima notorietà. La brillante carriera di Noschese proseguì con una edizione di Canzonissima (1971, presentata da Corrado e con Raffaella Carrà) come ospite fisso, e successivamente lavorando con Loretta Goggi in Formula due (1973).

### Lo stile e le imitazioni

Noschese (seduto, al centro) con il resto del cast di Io non vedo, tu non parli, lui non sente (1971)

Ispirato dai modi dell'imitatore e cantante romano Marco Ciarmatore, chiamato "Marcolino il piccolo intrattenitore", oltre alla capacità di riprodurre in modo pressoché perfetto voce, atteggiamenti e caratteristiche fisiche dei soggetti delle sue imitazioni, Alighiero Noschese riusciva a satireggiare in modo sottile e mai volgare, creando gag e battute pungenti. La sua comunque non è mai stata una vera e propria satira spietata del potere, bensì piuttosto una serie di camaleontiche caricature di numerosissimi personaggi famosi, di cui coglieva magistralmente i cosiddetti "tic". Per la sua eccezionale capacità di imitare le voci di tutti, poi, era soprannominato "il Fregoli delle voci". L'autore dei testi di Noschese era il grande sceneggiatore napoletano Dino Verde. L'artefice delle sue eccezionali ed esasperate somiglianze fisiche con i personaggi imitati era invece la famosa truccatrice Ida Montanari. 
Restano memorabili, tra le tante, le sue caratterizzazioni del telegiornalista Rai Mario Pastore, che di fronte a una telefonata dalla regia di smentita di una notizia faceva la faccia smarrita e, con gli occhi spiritati, diceva «Mi dicono che non è vero», del giornalista Rai Jader Jacobelli, che giustificava la messa in onda delle tribune elettorali con il bisogno «di [...] sputare» sui problemi del nostro Paese, dell'annunciatrice Mariolina Cannuli, di cui enfatizzava l'atteggiamento sensuale, e del politico Amintore Fanfani, di cui sottolineava la toscanità. Noschese si è poi anche "occupato" dei giornalisti Paolo Cavallina, Ruggero Orlando (il cui gesticolare veniva esagerato, tanto da fargli dire «Qui Nuova York, si sbraccia (oppure «si dimena») Ruggero Orlando»), Tito Stagno, Ugo Zatterin (moderatore di tribune elettorali, di cui Noschese "caricava" l'accento veneto), di Mike Bongiorno, Gianni Morandi, Alberto Sordi, dei politici Ugo La Malfa, Giovanni Leone, Marco Pannella, Luigi Preti e di molti altri. Le cronache raccontano addirittura che la madre di Giulio Andreotti avesse visto alla televisione un'imitazione del figlio da parte di Alighiero Noschese così ben eseguita da non accorgersi della finzione, tanto che telefonò pure al figlio per rimproverarlo: "Ma come ti è venuto in mente di andare a cantare in televisione?".

### Depressione e declino
Sposato dal 1963 con Edda De Bellis, un'ex impiegata del Teatro Parioli, aveva avuto da lei due figli: Antonello nel 1966 e nel 1968 Chiara, divenuta poi attrice teatrale e cinematografica, cantante e doppiatrice. La moglie, a cui era molto affezionato, decise però nel 1974 di lasciarlo. Il divorzio e il conseguente allontanamento dalla sua amata famiglia fu per Noschese un brutto colpo, che contribuì a farlo sprofondare nella depressione. Nello stesso 1974, per motivi ignoti, i rapporti con la Rai si interruppero bruscamente e l'attore decise di uscire dalla loggia massonica di piazza del Gesù, alla quale era iscritto dal 1967 e dove aveva raggiunto il 30º grado di Cavaliere Kadosh nel Rito scozzese antico e accettato, per entrare nel Grande Oriente d'Italia; nello stesso periodo entrò nella loggia coperta P2 di Licio Gelli. Figlio di massone, cattolico e socialdemocratico, due giorni dopo la lettera di dimissioni «per motivi strettamente personali» dalla Gran Loggia d'Italia, fu affiliato col grado di Maestro nel Grande Oriente d'Italia. Negli anni seguenti partecipò ad alcune trasmissioni sulle neonate televisioni private. Tenne a battesimo Tele Piombino, lavorò per TeleLazio, dove condusse A letto con..., e lavorò per l'emittente romana Quinta Rete di Rusconi (la futura Italia 1), proponendo alcune parodie di noti personaggi della politica non trasmesse dalla Rai, perché bocciate dalla rigida censura dell'emittente di Stato.
L'ultimo programma televisivo a cui partecipò, Ma che sera, condotto da Raffaella Carrà nel 1978, avrebbe dovuto segnare il suo rientro dopo quattro anni di assenza e il suo ritorno alla satira politica, ma andò in onda proprio durante i giorni del rapimento di Aldo Moro. Il caso volle che Noschese avesse già registrato nel dicembre del 1977 delle divertenti gag, imitando, tra l'altro, lo stesso Moro (oltre a numerosi altri uomini politici): quel materiale non poté andare in onda essendo il Paese non certo dello spirito giusto per ridere della politica in quelle settimane così tormentate. Il declino di Alighiero Noschese, umano e ora anche professionale, si fece ancora più acuto, tanto che il 12 novembre 1979 decise di sospendere le prove dello spettacolo teatrale con Maria Rosaria Omaggio dal titolo L'inferno può attendere e si fece ricoverare per curare la depressione.

### La morte
La mattina del 3 dicembre 1979, a 47 anni, Noschese si sparò alla tempia nella cappella del giardino della clinica romana Villa Stuart dove era ricoverato.
Il suicidio destò scalpore e dubbi: risultò infatti molto strano che un malato di depressione ricoverato avesse con sé una Smith & Wesson calibro 38. Secondo una versione, Noschese, per uno scherzo, avrebbe simulato al telefono la voce del neurologo che lo aveva in cura, chiamando l'internista per chiedergli i risultati degli esami clinici e così avrebbe appreso dal sanitario di essere affetto da un cancro inguaribile. Sarebbe quindi uscito dalla clinica per andare a casa a prendere la pistola: tornato in clinica si sarebbe ucciso davanti alla grotta-cappella con la statua della Madonna di Lourdes. Nello stesso giorno e nella stessa clinica si trovavano pure ricoverati l'ex Presidente del Consiglio dei ministri Giulio Andreotti per un'operazione alla cistifellea, l'annunciatrice Mariolina Cannuli e il deputato democristiano Paolo Cirino Pomicino per un infarto.
Gli furono celebrati due funerali: il 5 dicembre presso la chiesa di Santa Maria delle Grazie al Trionfale a Roma e il giorno dopo presso la basilica del Carmine a piazza Mercato a Napoli. Fu tumulato nel cimitero di San Giorgio a Cremano, come aveva chiesto: era a San Giorgio che durante i periodi di depressione amava ritirarsi presso un istituto religioso. Nei giorni seguenti Enzo Biagi gli dedicò un editoriale sul Corriere della Sera. Il 17 marzo 1981, due anni dopo la sua scomparsa, il nome di Alighiero Noschese fu rinvenuto nella lista degli appartenenti alla loggia massonica P2 (tessera numero 1777).

## Omaggi

L'opera Ricominciamo da qui degli artisti siciliani Rosk&Loste, omaggio a Massimo Troisi e Alighiero Noschese

- A Noschese sono state intitolate strade in varie località italiane, tra cui Roma e San Giorgio a Cremano, paese ove riposa e dove ogni anno si svolge da tempo un premio a suo nome riservato a giovani imitatori.
- Nel 2004, a 25 anni dalla scomparsa, Gianni Minoli realizzò una puntata del programma televisivo di approfondimento storico La storia siamo noi a lui dedicata, con la partecipazione di alcuni suoi colleghi (Elio Pandolfi, Loretta Goggi, Lino Banfi) e imitati illustri (Giulio Andreotti e Mariolina Cannuli).
- La vita di Noschese è raccontata nella biografia Alighiero Noschese l'uomo dai 1000 volti di Andrea Jelardi (2013), con il patrocinio del Comune di Napoli e del sindaco Luigi de Magistris. Il saggio è stato ripubblicato in seconda edizione nel 2024, a quarantacinque anni dalla scomparsa.
- Il 3 ottobre 2017, alla stazione di San Giorgio a Cremano, si è inaugurata l'opera Ricominciamo da qui, un omaggio ad Alighiero Noschese e Massimo Troisi firmato dagli artisti di strada siciliani Rosk&Loste.[16]
- Alcuni oggetti e ricordi personali appartenuti ad Alighiero Noschese sono esposti, da settembre 2018, presso il Modern-Museo della Pubblicità di San Marco dei Cavoti (Benevento), donati dai coniugi Andrea e Anna Cacciapuoti, i quali li avevano ricevuti in affidamento dalla cognata dell'imitatore, vedova del fratello Giorgio. Tra gli oggetti vi sono fotografie, cartoline, un microfono, occhiali da sole, camicie con iniziali AN, alcune corone e medaglie religiose, un accendino commemorativo del film Io non scappo fuggo, un diploma di onorificenza del padre Alberto, una valigia e il vestito della prima comunione.
- il 21 dicembre 2024 è stato inaugurato in piazza Carlo III di Borbone a San Giorgio a Cremano un monumento bronzeo ad Alighiero Noschese alla presenza del sindaco Giorgio Zinno, dell'assessore Pietro De Martino, dello scultore Carlo Ciavolino, del biografo Andrea Jelardi e dell'imitatore Vincenzo De Lucia.

## Personaggi imitati
Alighiero Noschese aveva personalmente censito nel suo repertorio oltre 1 000 voci (in un'intervista radiofonica le aveva quantificate in un totale di 1 156), alcune delle quali erano tuttavia di fantasia, legate cioè a tipi comuni (impiegati, dirigenti ministeriali, sacerdoti) utilizzati nelle varie caratterizzazioni, mentre nella biografia scritta nel 2013 da Andrea Jelardi sono riportati 370 personaggi pubblici, per la maggior parte dei quali il grande imitatore riprodusse - com'era sua consuetudine - anche le fattezze fisiche. I suoi più conosciuti cavalli di battaglia (in ordine alfabetico) furono:
Giulio Andreotti, Maurizio Barendson, Lucio Battisti, Enrico Berlinguer, Mike Bongiorno,
Rossano Brazzi, Mariolina Cannuli, Francesco Cossiga, Eduardo De Filippo, Amintore Fanfani, Federico Fellini, Nunzio Filogamo, Giorgio Gaber, Jader Jacobelli, Ugo La Malfa, Giovanni Leone, Domenico Modugno, Richard Nixon, Ruggero Orlando, Marco Pannella, Gino Paoli, Mario Pastore, Nilla Pizzi, Patty Pravo, Marisa Sannia, Alberto Sordi, Tito Stagno, il Telegiornale (la parodia del telegiornale era il Telenoschese), Ugo Zatterin.

## Programmi televisivi
- Alta fedeltà (1962)
- Cantatutto (Programma Nazionale, 1964)
- Processo a Noschese (1965)
- Doppia coppia (Programma Nazionale, 1969-1970)
- Canzonissima (Programma Nazionale, 1970-1972)
- Formula due (Programma Nazionale, 1973-1974)
- Ma che sera (Rete 1, 1978)

Partecipò inoltre ad alcune serie di sketch della rubrica pubblicitaria televisiva Carosello:
- nel 1959 e nel 1960 pubblicizzò i gelati Eldorado (nel 1959 insieme a Mario Morelli);
- dal 1959 al 1965, in sola voce, con Virgilio Savona pubblicizzò il dado per brodo Lombardi (codino iconico cantato: Nooo! Non è vero che tutto fa brodo, ma è Lombardi il vero buon brodo![42])
- nel 1959 con Patrizia Della Rovere e Tino Bianchi shampoo e brillantina Tricofilina della Sappa;
- nel 1960 con Aldo Giuffré (entrambi in sola voce) la benzina Esso;
- nel 1961 (in sola voce) i colori della casa Ducotone della Montesud Petrolchimica;
- dal 1960 al 1965 l'amaro Ramazzotti (Un Ramazzotti fa sempre bene!);
- dal 1962 al 1965 e nel 1975, in sola voce, i succhi di frutta Derby della Salfa;
- nel 1966 (in sola voce) con Riccardo Paladini; nel 1966 e 1967 con Renzo Palmer (sola voce) e dal 1969 al 1976 le confezioni maschili della Lubiam;
- dal 1968 al 1971 la cera Liù Superiride della Benelli;
- nel 1972 e 1973 la Pura lana vergine per il Segretariato Internazionale della Lana.

## Programmi radiofonici
- Ballata italiana, rapsodia radiofonica di Edoardo Anton, musica di Raffaele Gervasio, regia di Alberto Casella, trasmessa il 1º novembre 1953.
- Caccia al tesoro (1953)
- Il coccodrillo
- Rodeo
- Il birillo rosso e nero (1955-56)
- Il motivo senza maschera (1956)
- La grande Caterina
- Lo schiacciavoci di Antonio Amurri, regia di Riccardo Mantoni (1965)
- Batto quattro (1968)
- Gran varietà (1973)
- Più di così... (1976-1977)

## Filmografia

### Attore

#### Cinema
- I due della legione, regia di Lucio Fulci (1962)
- Scanzonatissimo, regia di Dino Verde (1963)
- Obiettivo ragazze, regia di Mario Mattoli (1963)
- James Tont operazione U.N.O., regia di Bruno Corbucci e Giovanni Grimaldi (1965)
- James Tont operazione D.U.E., regia di Bruno Corbucci e Giovanni Grimaldi (1965)
- Mercanti di vergini, regia di Renato Dall'Ara (1969)
- Io non scappo... fuggo, regia di Francesco Prosperi (1970)
- Io non vedo, tu non parli, lui non sente, regia di Mario Camerini (1971)
- Io non spezzo... rompo, regia di Bruno Corbucci (1971)
- Il furto è l'anima del commercio!?..., regia di Bruno Corbucci (1971)
- Il terrore con gli occhi storti, regia di Steno (1972)
- Boccaccio, regia di Bruno Corbucci (1972)
- Il prode Anselmo e il suo scudiero, regia di Bruno Corbucci (1972)
- L'altra faccia del padrino, regia di Franco Prosperi (1973)
- Una matta, matta, matta corsa in Russia, regia di Franco Prosperi e El'dar Rjazanov (1973)

#### Televisione
- Il dottor Antonio, regia di Alberto Casella (1954) - miniserie TV

## Doppiaggio
Noschese si è cimentato in alcune occasioni anche nel doppiaggio, prestando la propria voce per le seguenti interpretazioni:
- Valeska Gert e Carlo Pisacane in Giulietta degli spiriti, regia di Federico Fellini (1965)
- Giuliano Gemma in Boccaccio '70, regia di Federico Fellini (1962)
- Totò in Tutto Totò - serie TV, regia di Daniele D'Anza[43] (1967)
- Computer di bordo Alpha 7 in Barbarella, regia di Roger Vadim (1968)

## Prosa radiofonica
- Ballata italiana, rapsodia radiofonica di Edoardo Anton, musica di Raffaele Gervasio, regia di Alberto Casella, trasmessa il 1º novembre 1953
- Il barbiere di Siviglia di Pierre de Beaumarchais, regia di Corrado Pavolini, trasmessa il 15 giugno 1954.
- Capitan Fracassa di Théophile Gautier, regia di Guglielmo Morandi, trasmessa il 1º maggio 1958.

## Teatro
- Scanzonatissimo, regia di Dino Verde (1963-64/1964-65)
- La voce dei padroni, regia di Garinei e Giovannini (1966)

## Discografia parziale

### Album
- 1966 - Alighiero a Go-Go
- 1966 - La voce dei padroni

### Singoli
- 1960 - Il Festivaliere N. 1
- 1960 - Il Festivaliere N. 2
- 1962 - Le imitazioni di Alighiero Noschese
- 1962 - L'idolo delle donne/ Un giorno capirà
- 1968 - Noschese Show
- 1977 - Mumfie/Oronzo l'astronauta